# Dagmar Dadie-Roberg
Dagmar Dadie-Roberg, née à Stockholm le 1er octobre 1897 et morte le 14 novembre 1966 à Hindås, est une sculptrice suédoise.

## Biographie
Élève d'Akop Gurdjian, elle expose de 1925 à 1927 au Salon Liljevalch de Stockholm puis en 1926-1927 au Salon d'automne et au Salon des artistes français où elle obtient en 1958 une mention honorable, en 1929 au Salon des indépendants et en 1928-1929 au Salon des Tuileries ainsi que dans des galeries de Stockholm.

## Œuvres[4]
- La Cariatide (pierre)
- La Princesse de la Martinique (granit noir)
- Le Portrait de sir R. G.
- Salomé[5]
- Femme esclave de la vie
- Homme esclave de lui-même